# Ступино (Ржевский район)
Ступино — упразднённая деревня в Ржевском районе Тверской области России. Находилась на территории современного сельского поселения «Чертолино».

## География
Расположена деревня на юге области, в зоне смешанных лесов, у реки Добрыня.
Высшая отметка деревни — 226 метров.

## История
Во время Великой Отечественной войны в окрестностях деревни шли бои. Весной 2019 года возле Ступино поисковые отряды нашли останки четырёх бойцов РККА.
Упразднена в 1980-е годы.

## Известные уроженцы, жители
Михаил Алексеевич Малинин (1932—2015) — советский и российский организатор сельскохозяйственного производства, заслуженный работник сельского хозяйства РСФСР, почетный гражданин города Кимовска (1998). почётный гражданин Тульской области (2008).

## Транспорт
Просёлочные дороги, одна ведет к федеральной трассе М-9.